# Explorer 55
Explorer 55, também denominado de AE-E (Atmospheric Explorer E) e AE-5, foi um satélite científico da NASA pertencente à série Atmosphere Explorer lançado em 20 de novembro de 1975 a partir da Estação da Força Aérea de Cabo Canaveral a bordo de um foguete Delta 2910.

## Características
A missão do Explorer 55 foi estudar os processos químicos e os mecanismos de transferência de energia que controlam a estrutura e o comportamento da atmosfera terrestre e da ionosfera na região de máxima absorção de energia solar em latitudes próximas ao equador enquanto o Explorer 54 (AE-D) estudava as regiões polares e latitudes altas. O Explorer 54 falhou em 29 de janeiro de 1976, sendo substituído pelo Explorer 51 para poder continuar a fazer medidas simultâneas.
O satélite era do mesmo tipo do Explorer 51 e usava os mesmos instrumentos, exceto o medidor de elétrons de baixa energia e o detector de óxido nítrico no ultravioleta, que eram mais adequados para fazer medições em latitudes altas e que foram substituídos por um espectrômetro de raios ultravioleta retrodispersados para medir o teor de ozônio na atmosfera.
O Explorer 55 reentrou na atmosfera em 10 de junho de 1981.